# Хімічов Михайло Валерійович
 Михайло Валерійович Хімічов (Хімічев) (нар. 23 вересня 1979, Брянськ, РРФСР, СРСР) — російський актор театру і кіно.

## Життєпис
Михайло Хімічов народився 1979 року у Брянську. Дитинство пройшло в Москві. У школі вчився не дуже добре. Михайло дуже любив футбол і навіть грав у ДЮСШ «Торпедо» разом з Сергієм Ігнашевич (майбутнім гравцем збірної Росії).
Після закінчення школи Михайло Хімічов зайнявся музикою в складі рок-групи «The.Ru». Вони записали альбом, зняли кілька відеокліпів, досить успішно виступали з концертами. Потім Михайло почав виступати в клубах з сольною програмою. Однак для популярності Михайлу були потрібні гроші, і його дядько відомий радянський і російський актор Борис Петрович (1933—2014) порадив йому вступати до театрального.
З цього часу він грає в Театрі «Біля Нікітських воріт».
У 22-річному віці вступив до Російського університету театрального мистецтва (рос. — ГІТІС). Закінчив театральний виш у 2006 році.

## Творчість
У кіно Михайло почав зніматися, ще будучи студентом. Він попрацював у таких серіалах, як: «Рубльовка Live», «Не народися вродливою», «Ад'ютанти любові», «Угон».

### Ролі в кіно
- 2005-2006 — Не народися вродливою — Микита Мінаєв
- 2005 — Ад'ютанти любові —  Джага Хан
- 2005 — Рублівка Live —  Степан
- 2006 — Папа на всі руки —  чоловік в ресторані
- 2006-2007 — Моя Пречистенка —  Філіп Готьє
- 2007 — Угон —  Олексій
- 2007 — В очікуванні дива —  Влад
- 2007 — Мачуха —  Льоня Штурман
- 2007 — На шляху до серця
- 2007-2009 — Вогонь кохання —  Олег Давидов
- 2008 — Квітка —  Льоня Штурман
- 2009 — Любка (фільм) —  Костянтин
- 2009-2010 — Спальний район —  Ілля Маслов
- 2009 — Багряний колір снігопаду —  Сашко
- 2009 — Дистанція —  Ринат
- 2010 — Буду вірною дружиною —  Андрій
- 2011 — Наш космос —  Бєляєв
- 2011 — Чоловік у мені —  Жора
- 2011-2012 — Закрита школа —  вітчим Юлі
- 2011-2012 — Метод Лаврової —  Павло Сумароков
- 2012 — Самара —  Ілля Романов
- 2012 — Мамочка моя —  Пронін
- 2012 — Ніч самотнього пугача —  Гарік
- 2013 — Жіночий лікар 2 —  Платон Земцов
- 2013 — Справа для двох —  Павло Дем'янов
- 2013 — Два Івана —  Федір
- 2012 — Морські дияволи. Смерч —  Давши
- 2014 — Справа для двох —  Павло Андрійович Дем'янов
- 2015 — Син мого батька —  Микита
- 2015 — Бабин бунт —  Сашка
- 2015 — Людмила Гурченко —  Костянтин Купервейс
- 2018 — Той, хто читає думки (Менталіст) (серія № 10 «Смертельна вечірка») —  Віктор Міхєєв, власник будівельної фірми, чоловік убитої бізнесвумен Лариси Міхеєвої
- 2018 — Лапсі —  Варейкіс
- 2018 — Ластівка —  Андрій Тарасов
- 2019 — Я тебе знайду — Леонід[2] (головна роль)
- 2019 — Дітки. —  Роман
- 2019 — Таксистка — Сергій
- 2020 — Сліди, що зникають — Кирило (головна роль)
- 2020 — Зникаючі сліди (у виробництві)
- 2021 — «Врятувати Віру» — Ігор

## Родина
Одружений. Разом з дружиною Мариною (юристка) виховують трьох дітей: доньку Мілану, синів Оскара та Дмитра.